# Centaurea codringtonii
Centaurea codringtonii — вид квіткових рослин айстрових (Asteraceae). Ендемік: Афганістану.